# Касподжо
Каспо̀джо (на италиански: Caspoggio, на западноломбардски: Caspöc, Каспьоч) е село и община в Северна Италия, провинция Сондрио, регион Ломбардия. Разположено е на 1098 m надморска височина. Населението на общината е 1513 души (към 2010 г.).